# Episodi di Star Trek: Deep Space Nine (seconda stagione)
La seconda stagione della serie televisiva Star Trek: Deep Space Nine, composta da 26 episodi, è stata trasmessa negli Stati Uniti in syndication dal 26 settembre 1993 al 12 giugno 1994.
In Italia è stata trasmessa da Rai 3 dal 15 agosto 1996 al 20 settembre 1996.
| nº | Titolo originale     | Titolo italiano                           | Prima TV USA      | Prima TV Italia   |
| -- | -------------------- | ----------------------------------------- | ----------------- | ----------------- |
| 1  | The Homecoming       | La rivolta (prima parte) - Il prigioniero | 26 settembre 1993 | 15 agosto 1996    |
| 2  | The Circle           | La rivolta (seconda parte) - Il cerchio   | 3 ottobre 1993    | 16 agosto 1996    |
| 3  | The Siege            | La rivolta (terza parte) - L'assedio      | 10 ottobre 1993   | 19 agosto 1996    |
| 4  | Invasive Procedures  | Il simbionte                              | 17 ottobre 1993   | 20 agosto 1996    |
| 5  | Cardassians          | Cardassiani                               | 24 ottobre 1993   | 21 agosto 1996    |
| 6  | Melora               | Melora                                    | 31 ottobre 1993   | 22 agosto 1996    |
| 7  | Rules of Acquisition | Uno strano Ferengi                        | 7 novembre 1993   | 23 agosto 1996    |
| 8  | Necessary Evil       | La lista di Vaatrik                       | 14 novembre 1993  | 26 agosto 1996    |
| 9  | Second Sight         | Il sogno di Nidell                        | 21 novembre 1993  | 27 agosto 1996    |
| 10 | Sanctuary            | La terra promessa                         | 28 novembre 1993  | 28 agosto 1996    |
| 11 | Rivals               | Una questione di fortuna                  | 2 gennaio 1994    | 29 agosto 1996    |
| 12 | The Alternate        | Il mostro dell'inconscio                  | 9 gennaio 1994    | 30 agosto 1996    |
| 13 | Armageddon Game      | Una pace crudele                          | 30 gennaio 1994   | 2 settembre 1996  |
| 14 | Whispers             | Sospetti                                  | 6 febbraio 1994   | 3 settembre 1996  |
| 15 | Paradise             | La comunità di Alixus                     | 13 febbraio 1994  | 4 settembre 1996  |
| 16 | Shadowplay           | La valle delle illusioni                  | 20 febbraio 1994  | 5 settembre 1996  |
| 17 | Playing God          | Il candidato                              | 27 febbraio 1994  | 6 settembre 1996  |
| 18 | Profit and Loss      | Un vecchio amore                          | 20 marzo 1994     | 9 settembre 1996  |
| 19 | Blood Oath           | Patto di sangue                           | 27 marzo 1994     | 10 settembre 1996 |
| 20 | The Maquis: Part 1   | La ribellione (prima parte)               | 24 aprile 1994    | 11 settembre 1996 |
| 21 | The Maquis: Part 2   | La ribellione (seconda parte)             | 1º maggio 1994    | 12 settembre 1996 |
| 22 | The Wire             | Il mistero di Garak                       | 8 maggio 1994     | 13 settembre 1996 |
| 23 | Crossover            | Attraverso lo specchio                    | 15 maggio 1994    | 16 settembre 1996 |
| 24 | The Collaborator     | Il collaborazionista                      | 22 maggio 1994    | 18 settembre 1996 |
| 25 | Tribunal             | Il processo                               | 5 giugno 1994     | 19 settembre 1996 |
| 26 | The Jem'Hadar        | I Jem'Hadar                               | 12 giugno 1994    | 20 settembre 1996 |

## La rivolta(prima parte) -Il prigioniero
- Titolo originale: The Homecoming
- Diretto da: Winrich Kolbe
- Scritto da: Jeri Taylor e Ira Steven Behr (soggetto); Ira Steven Behr (sceneggiatura)

### Trama
Kira scopre casualmente che Li Nalas, eroe della resistenza bajoriana, è ancora vivo e si trova prigioniero in un campo di lavoro cardassiano. Sotto la sua guida, Bajor potrebbe dimenticare le dispute e ritrovare finalmente la stabilità e la pace. Sisko è scettico, ma quando Odo gli mostra i graffiti di una fazione estremista, il "Cerchio", che stanno comparendo sui muri della base, rivede la sua posizione. Tale fazione vorrebbe estromettere gli stranieri dal pianeta e da Deep Space Nine. Il comandante affida una navetta a O'Brien e Kira che, giunti sul posto, scoprono un campo di lavori forzati con prigionieri bajoriani, in aperta violazione degli accordi tra Cardassia, Federazione e Bajor. Liberano Li Nalas e alcuni prigionieri, mentre Gul Dukat, per salvare la faccia e la situazione politica, porge le sue scuse e fa liberare anche gli altri Bajoriani. Mentre i comportamenti razzisti del "Cerchio" aumentano di frequenza, Sisko scopre che Li Nalas sta tentando di fuggire nel quadrante Gamma: il Bajoriano confessa che tutta la leggenda sulle sue gesta eroiche non sono altro che una montatura, frutto di un malinteso che lui non è mai riuscito a spiegare. Li Nalas non vuole pertanto la responsabilità morale di guidare Bajor verso la pace perché non se ne sente in grado, ma Sisko gli fa capire che comunque resta un simbolo e il Bajoriano accetta a malincuore. Il ministro Jaro informa Kira che non è più assegnata alla stazione e che deve tornare su Bajor.
- Guest star: Frank Langella (ministro Jaro)
- Altri interpreti: Richard Beymer (Li Nalas), Max Grodénchik (Rom), Michael Bell, Marc Alaimo (Gul Dukat)

## La rivolta(seconda parte) -Il cerchio
- Titolo originale: The Circle
- Diretto da: Corey Allen
- Scritto da: Peter Allan Fields

### Trama
Le azioni del "Cerchio" sono sempre più violente. Il ministro Jaro richiama Kira Nerys sul pianeta e quando il comandante Sisko protesta vigorosamente, replica che si tratta in realtà di una promozione e che lascerà sulla base l'eroe nazionale Li Nalas per sostituire il maggiore. Su Deep Space Nine i segni di insofferenza verso chiunque non sia Bajoriano e verso il debole governo provvisorio si moltiplicano, tanto che la Flotta Stellare rischia di trovarsi coinvolta in una guerra civile. Intanto, sul pianeta, Kira accetta l'invito del Vedek Bareil a trascorrere qualche tempo nel monastero, dove le viene mostrato il cristallo dei Profeti. A Sisko giunge la voce che il "Cerchio" è rifornito di armi dai Kressari, mentre Odo e Quark formano una inedita coppia investigativa per scoprire chi copre le attività degli estremisti sulla stazione. Su Bajor, Kira viene rapita e scopre che a capo del "Cerchio" c'è il ministro Jaro, che le offre il comando di Deep Space Nine in cambio di informazioni su Sisko, offerta che lei rifiuta. Sisko, Li Nalas e Bashir scendono su Bajor per liberare l'amica, facendo precipitare gli eventi e provocando la presa di potere da parte di Jaro, affiancato da Vedek Winn, mentre Odo scopre che in realtà il "Cerchio" è sovvenzionato dai Cardassiani. La Flotta Stellare ordina a Sisko l'evacuazione di Deep Space Nine, mentre lui e altri suoi fedeli si preparano a rimanere e a combattere.
- Guest Star: Frank Langella (ministro Jaro), Louise Fletcher (Vedek Winn)
- Altri interpreti: Richard Beymer (Li Nalas), Stephen Macht (generale Krim), Bruce Gray, Philip Anglim (Vedek Bareil)

## La rivolta(terza parte) -L'assedio
- Titolo originale: The Siege
- Diretto da: Winrich Kolbe
- Scritto da: Michael Piller

### Trama
In seguito all'ultimatum dei militari bajoriani, Deep Space Nine viene evacuata. Mentre i civili vengono imbarcati su navette e messi in salvo, Sisko e i suoi ufficiali decidono di rimanere nascosti sulla base per affrontare i ribelli. Nel frattempo Dax e Kira tentano di raggiungere la sede del governo su Bajor per dimostrare che dietro alla violenta rivolta si nascondono in realtà i Cardassiani. Vedek Winn astutamente capisce che il colpo di Stato è fallito e lei e Jaro, pur di evitare conseguenze penali, accettano di indagare sulle prove portate da Kira. Intanto sulla stazione, Sisko e i suoi riescono a ostacolare gli uomini del generale Krim, fino a quando arriva l'ordine di deporre le armi e restituire la stazione alla Federazione.
- Guest star: Frank Langella (ministro Jaro), Rosalind Chao (Keiko O'Brien), Louise Fletcher (Vedek Winn)
- Altri interpreti: Steven Weber, Aron Eisenberg (Nog), Richard Beymer (Li Nalas), Stephen Macht (generale Krim)

## Il simbionte
- Titolo originale: Invasive Procedures
- Diretto da: Les Landau
- Scritto da: John Whelpley (soggetto); John Whelpley e Robert Hewitt Wolfe (sceneggiatura)

### Trama
A causa di una tempesta di plasma, solo il personale indispensabile è rimasto sulla base stellare. L'equipaggio di un'astronave in difficoltà composto da due Klingon, una donna umanoide e un Trill viene tratto in salvo, ma le intenzioni dei nuovi arrivati non sono pacifiche. Il Trill, Verad, sostiene di avere trascorso tutta la sua vita preparandosi per accogliere un simbionte, ma di essere stato dichiarato non idoneo. Vuole impossessarsi del simbionte Dax e fuggire nel quadrante Gamma attraverso il tunnel spaziale, incurante del fatto che Jadzia morirà di sicuro in seguito all'espianto. Bashir si rifiuta di eseguire l'intervento, ma O'Brien viene ferito dai nuovi arrivati, che minacciano di uccidere uno a uno i membri di Deep Space Nine; l'intervento ha luogo e "nasce" Verad Dax. Sisko cerca di convincere l'amico Curzon, che vive in Verad tramite il simbionte, a salvare Jadzia, ma il Trill non cede. Risolverà la situazione Quark, che aiuterà Bashir a liberare Odo, che a sua volta bloccherà Verad prima della fuga; il simbionte Dax tornerà al suo posto e Jadzia sarà salva.
- Guest star: John Glover (Verad)
- Altri interpreti: Megan Gallagher (Mareel), Tim Russ (T'Kar)

## Cardassiani
- Titolo originale: Cardassians
- Diretto da: Cliff Bole
- Scritto da: Gene Wolande e John Wright (soggetto); James Crocker (sceneggiatura)

### Trama
Quando si ritirarono da Bajor, i Cardassiani abbandonarono i loro orfani sul pianeta. Uno di questi, cresciuto da una famiglia bajoriana, arriva su Deep Space Nine in compagnia del padre adottivo. Il giovane aggredisce Garak, il sarto cardassiano che vive sulla base stellare. Gul Dukat si fa vivo non appena viene a sapere dell'incidente ed esige che Sisko svolga delle indagini. Il padre adottivo del ragazzo dichiara di amarlo come fosse suo figlio, ma non ha mai voluto nascondergli le atrocità perpetrate dai Cardassiani nei confronti dei Bajoriani. Al contempo vengono fuori delle testimonianze secondo cui alcune famiglie di Bajor abbiano deciso di adottare i piccoli Cardassiani col solo scopo di vendicarsi su di loro, maltrattandoli. Mentre viene decisa la sua sorte e quella degli altri orfani ancora su Bajor, il giovane viene affidato a O'Brien e Keiko; la faccenda si complica quando un esame del DNA porta alla luce che il ragazzino è figlio di un importante esponente militare cardassiano, che lo credeva morto, e rivuole naturalmente indietro il figlio.
- Guest star: Rosalind Chao (Keiko O'Brein)
- Altri interpreti: Andrew Robinson (Garak), Robert Mandan (Kotan Pa'Dar), Terrence Evans (Proka), Vidal Peterson (Rugal), Marc Alaimo (Gul Dukat), Karen Hensel (Deela)

## Melora
- Titolo originale: Melora
- Diretto da: Winrich Kolbe
- Scritto da: Evan Carlos Somers (soggetto); Evan Carlos Somers, Steven Baum, Michael Piller e James Crocker (sceneggiatura)

### Trama
Melora è un'Elaysiana, originaria di un pianeta a bassa gravità ed è la prima della sua specie a essere entrata nella Flotta Stellare. Per riuscire a muoversi su Deep Space Nine è costretta a servirsi di una sedia a rotelle, messa a punto apposta per lei dal dottor Bashir. Melora non accetta l'aiuto di nessuno, ostinatamente decisa a cavarsela sempre da sola, ma apprezza molto lo speciale alloggio preparatole dal dottore, che le permette di regolare la gravità. Per ringraziarlo accetta di cenare con lui e dopo la piacevole serata è subito chiaro che fra i due sta nascendo qualcosa di più di una semplice amicizia. Bashir trova un modo per adattare il fisico di Melora alla gravità "normale", ma è un processo irreversibile e lei non potrebbe più tornare a casa dai suoi genitori e da suo fratello. Inizialmente la ragazza è felice della possibilità, ma poi vi rinuncia per non snaturare se stessa. Intanto su Deep Space Nine arriva Fallit Kot, una vecchia conoscenza di Quark, uscito da una galera romulana dopo otto anni di detenzione: accusa il Ferengi di essere finito in prigione per colpa sua e ora vuole vendicarsi. Quark, per avere salva la vita, propone a Fallit Kot un affare con un alieno, Ashrock, ma Fallit uccide quest'ultimo e prende in ostaggio Jadzia e Melora rubando un runabout. Sarà Melora, annullando la gravità sulla navetta, a risolvere la situazione, consolidando la sua decisione di non continuare il trattamento.
- Altri interpreti: Daphne Ashbrook (Melora), Peter Crombie (Fallit Kot), Don Stark (Ashrock), Ron Taylor (cuoco Klingon)

## Uno strano Ferengi
- Titolo originale: Rules of Acquisition
- Diretto da: David Livingston
- Scritto da: Hilary Bader (soggetto); Ira Steven Behr (sceneggiatura)

### Trama
Il Grande Nagus Zek torna su Deep Space Nine per proporre a Quark un affare commerciale da trattare nel Quadrante Gamma con i Dosi: secondo Zek, è giunta l'ora per i Ferengi di farsi conoscere anche dall'altro lato del tunnel spaziale. Intanto Rom, il fratello di Quark, ha assunto un nuovo cameriere, un giovane Ferengi di nome Pel, così accorto, preparato e ambizioso da indurre Quark a portarlo con sé in questa speciale missione. Se Quark sapesse che i lobi di Pel non sono altro che protesi e che si tratta di una femmina travestita, ne sarebbe sconvolto e scandalizzato. Infatti, secondo la legge ferengi, alle femmine non solo è proibito trattare affari, ma non possono neppure indossare abiti. La trattativa va in porto e mette i Ferengi in contatto con una nuova specie molto potente, conosciuta come il Dominio. Pel confessa a Quark di essere una femmina e di essere innamorata di lui, sentimento contraccambiato dal barista, ma i pregiudizi culturali frenano Quark, anche se non esiterà a salvare Pel dalla galera a cui la vuole destinare Zek, poiché è rea di aver fatto affari come un maschio.
- Altri interpreti: Max Grodénchik (Rom), Hélène Udy (Pel), Brian Thompson (Inglatu), Emilia Crow (Zyree), Tiny Ron (Maihar'du), Wallace Shawn (Grande Nagus Zek)

## La lista di Vaatrik
- Titolo originale: Necessary Evil
- Diretto da: James L. Conway
- Scritto da: Peter Allan Fields

### Trama
Quark viene incaricato da Pallra, una ricca vedova bajoriana, di prelevare una valigetta nascosta dietro a un pannello su Deep Space Nine e contenente una lista di nominativi bajoriani. Il Ferengi riesce nel suo intento, ma viene gravemente ferito da un misterioso individuo che fugge con la refurtiva. Per fare luce sull'intricata vicenda, Odo dovrà risalire con la memoria a quando, cinque anni prima, la stazione era in mano ai Cardassiani e il marito di Pallra venne assassinato. Per ordine di Dukat era stato proprio Odo a occuparsi delle indagini, iniziando così la sua carriera di connestabile, e la vedova aveva identificato nell'assassina Kira Nerys, priva tra l'altro di un alibi. Durante le indagini, Odo scoprirà che Kira apparteneva alla resistenza bajoriana e che l'alibi della donna era che stava compiendo un sabotaggio, ma non la denuncerà alle autorità cardassiane. Odo concluderà le indagini che non aveva portato a termine cinque anni prima: la lista era un elenco di nomi di collaborazionisti e il defunto stesso era un traditore dei Bajoriani; il mutaforma scoprirà che è stata proprio Kira a uccidere Vaatrik: pur capendo i motivi del gesto e pur non volendo rinunciare al legame di amicizia, Odo confesserà a Kira che non potrà più fidarsi di lei.
- Altri interpreti: Katherine Moffat (Vaatrik Pallra), Marc Alaimo (Gul Dukat), Max Grodénchik (Rom), Robert MacKenzie (Trazko)

## Il sogno di Nidell
- Titolo originale: Second Sight
- Diretto da: Alexander Singer
- Scritto da: Mark Gehred-O'Connell (soggetto); Mark Gehred-O'Connell, Ira Steven Behr e Robert Hewitt Wolfe (sceneggiatura)

### Trama
Sisko incontra sulla passeggiata una donna di nome Fenna e ne resta folgorato. Ma così come è arrivata, la donna svanisce senza lasciare traccia. I doveri di comandante della base impongono a Sisko di delegare le ricerche a Odo, mentre lui accompagna Dax e Bashir a conoscere il professor Seyetik a bordo del vascello Prometeus. Il presuntuoso scienziato annoia a morte gli ufficiali, vantandosi della sua abilità nel riportare la vita su pianeti morti. Quando Seyetik presenta a Sisko sua moglie Nidell, il comandante non riesce a credere ai suoi occhi: si tratta della donna che lui ha conosciuto come Fenna. Ben presto scopre che la specie di Nidell è in grado di proiettare fuori dal proprio corpo delle personalità alternative, e ciò accade quando è sotto stress. Il marito spiega a Sisko che tutto sta accadendo perché Nidell è infelice con lui, ma non può lasciarlo poiché la sua è una specie che si lega per la vita. Il professor Seyetik decide di sacrificarsi, facendo innescare l'ordigno di accensione della stella schiantandosi con la sua navetta sul pianeta morto. Venuto a mancare il fattore di stress, Fenna scompare e Nidell, che non conserva alcun ricordo del suo alter ego, ritorna sul suo pianeta.
- Altri interpreti: Salli Richardson (Nidell/Fenna), Richard Kiley (Seyetik)

## La terra promessa
- Titolo originale: Sanctuary
- Diretto da: Les Landau
- Scritto da: Gabe Essoe e Kelley Miles (soggetto); Frederick Rappaport (sceneggiatura)

### Trama
Quattro profughi skrreea provenienti dal Quadrante Gamma approdano su Deep Space Nine. All'inizio sembra impossibile riuscire a comunicare con loro perché il traduttore universale non riesce a codificare il loro linguaggio, ma dopo un po' di tempo il capo dei quattro, una donna di nome Haneek, riesce a raccontare la triste storia della sua gente. Sfuggiti a un passato di guerre e dominazioni, ora cercano un luogo dove vivere in pace. Bajor corrisponde perfettamente alla descrizione della terra promessa indicata dalle loro scritture sacre e rifiutano di trasferirsi su Draylon II, un pianeta di Classe M scelto per loro dalla Federazione. Al contempo Bajor rifiuta di dar loro asilo poiché il pianeta, già in difficoltà, non saprebbe assorbire l'arrivo di tre milioni di profughi. Il figlio di Haneek, Tumak, con altri suoi compagni ruba una navetta e cerca di atterrare su Bajor con la forza ma gli intercettori bajoriani, per difendersi dall'attacco di Tumak, lo accerchiano. Quando il ragazzo fa fuoco, la sua navetta esplode a causa di un guasto. Gli Skrreea se ne vanno su Draylon II e lasciano il dubbio a Kira che, essendo un popolo di agricoltori, avrebbero potuto aiutare Bajor a uscire dalla carestia, rivelandosi una risorsa anziché un peso.
- Altri interpreti: Aron Eisenberg (Nog), Deborah May (Haneek), William Schallert (Varani), Andrew Koenig (Tumak), Michael Durrell (Hazar), Robert Curtis-Brown (Sorad), Betty McGuire (Vayna), Kitty Swink (Rozahn), Leland Orser (Gai), Nicholas Shaffer (Cowl)

## Una questione di fortuna
- Titolo originale: Rivals
- Diretto da: David Livingston
- Scritto da: Jim Trombetta e Michael Piller (soggetto); Joe Menosky (sceneggiatura)

### Trama
Martus è un El Auriano che sfrutta ignobilmente la sua natura di paziente ascoltatore per truffare il prossimo. Odo scopre i suoi giri e lo arresta; in cella viene in possesso di un accattivante gioco d'azzardo sottratto a un altro detenuto e, una volta scarcerato, riesce a convincere una bella vedova a finanziarlo per aprire un locale proprio di fronte al bar di Quark. A nulla valgono le proteste del Ferengi, e in poco tempo Martus gli porterà via le ragazze Dabo, la clientela e addirittura Rom. Mentre molti sembrano aver fortuna, sia al gioco che sul lavoro, altri vengono investiti da una sfortuna nera. Intanto O'Brien e Bashir iniziano una sfida a racquetball sul ponte ologrammi: il medico, ex campione ai tempi dell'Accademia, straccia il capo che, non arrendendosi al fatto di essere meno giovane del medico, la prende sul personale. Quark, per riprendersi dagli affari che stanno andando male, organizza una partita di racquetball tra il dottore e O'Brien in modo da avviare un giro di scommesse. Durante la partita O'Brien non sbaglia un colpo e Bashir li sbaglia tutti; Sisko e Jadzia scoprono che qualcosa sta alterando le leggi fisico-matematiche della probabilità e risalgono alle macchine da gioco di Martus, che vengono disattivate ripristinando il regolare corso degli eventi.
- Guest star: Rosalind Chao (Keiko O'Brein)
- Altri interpreti: Barbara Bosson (Roana), K Callan (Alsia), Albert Henderson (Cos), Max Grodénchik (Rom), Chris Sarandon (Martus)

## Il mostro dell'inconscio
- Titolo originale: The Alternate
- Diretto da: David Carson
- Scritto da: Jim Trombetta e Bill Dial (soggetto); Bill Dial (sceneggiatura)

### Trama
Odo riceve l'inaspettata e non molto gradita visita del Dottor Mora Pol, lo scienziato che al tempo del suo ritrovamento gli insegnò a comprendere il comportamento degli Umani e a imitarne le sembianze. Odo non ama molto il Bajoriano perché quest'ultimo ha sempre trattato il mutaforma a metà tra il fenomeno da baraccone e la condiscendenza. Il dottore convince Odo a seguirlo col dottor Weld e Jadzia su un pianeta all'altro lato del tunnel spaziale, dove sono state trovate tracce di DNA molto simile a quello di Odo. Raggiunto il pianeta, la spedizione esplora alcune antiche rovine, finché viene rinvenuta una forma di vita che potrebbe essere un mutaforma. Sul pianeta i due Bajoriani rimangono feriti durante un terremoto; riescono a mettersi tutti in salvo e sempre dal pianeta portano via una sorta di obelisco; giunti su Deep Space Nine, durante la notte la sostanza mutaforma fugge dal laboratorio e scattano le ricerche, anche perché nel frattempo si verificano alcuni incidenti. Il dottor Mora riconosce nel campione della creatura il DNA di Odo e lo accusa di essere lui il responsabile: litigano e ciò scatena la reazione del connestabile, che si trasforma nella creatura. Mora sostiene che Odo ha subito una mutazione quando si trovava sul pianeta e capisce che la creatura-Odo mostra animosità nei suoi confronti, ma anche che ne ha fiducia, per via del loro passato comune. Grazie a un campo di forza isolano Odo e Mora trova il modo di curarlo.
- Altri interpreti: James Sloyan (Dr. Mora Pol), Matt McKenzie (Dr. Weld Ram)

## Una pace crudele
- Titolo originale: Armageddon Game
- Diretto da: Winrich Kolbe
- Scritto da: Morgan Gendel

### Trama
Il dottor Bashir e il capo O'Brien hanno il compito di disinnescare una micidiale arma genetica per suggellare la pace tra i T'Lani e i Kellerani, due civiltà in guerra da secoli. A missione compiuta però una delle due fazioni rompe la tregua e uccide tutti gli scienziati impegnati nel disarmo. I due ufficiali della Flotta riescono a salvarsi per miracolo, ma gli ambasciatori delle due civiltà comunicano al comandante Sisko che i due ufficiali sono rimasti uccisi per una svista commessa da O'Brien. Mentre sulla base tutti piangono la loro morte, Bashir e O'Brien riescono a teletrasportarsi su una base militare in disuso e cercano di riparare le apparecchiature per comunicare con Deep Space Nine. Keiko, guardando i filmati dell'incidente, scopre che sono stati manomessi e pertanto Sisko e Kira si recano sul luogo per indagare sulla sorte dei loro compagni: scoprono un complotto tra le due civiltà, che dopo una lunga guerra desiderano che non esista più nessuno in grado di riprodurre l'arma biologica. Con uno stratagemma, Sisko farà credere agli alieni di averli uccisi e riusciranno a tornare incolumi su Deep Space Nine.
- Guest star: Rosalind Chao (Keiko O'Brein)
- Altri interpreti: Darleen Carr (E'Tyshra), Peter White (Sharat), Larry Cedar (Nydrom)

## Sospetti
- Titolo originale: Whispers
- Diretto da: Les Landau
- Scritto da: Paul Robert Coyle

### Trama
O'Brein è in fuga su una navetta, inseguito dalla Federazione; inizia a registrare un diario di bordo su ciò che è accaduto nelle ultime 52 ore. È successo che di ritorno su Deep Space Nine dopo una breve assenza, Miles O'Brien stenta a riconoscere i suoi compagni di lavoro. Sua moglie Keiko è cordiale, ma stranamente distante, cerca in tutti i modi di tenerlo lontano da Molly e si incontra segretamente con Sisko. Tutti i compiti più importanti sono stati assegnati ad altri e Sisko gli chiede di revisionare i piloni superiori, un lavoro di routine che O'Brien aveva già svolto prima di partire. Quando Odo torna sulla stazione, O'Brien gli confida i suoi sospetti; inizialmente Odo lo aiuta, ma ben presto inizia a mostrarsi guardingo nei suoi confronti, provocando la reazione di O'Brein e la sua fuga dalla stazione. Si scopre che il Miles O'Brien su Deep Space Nine è un clone creato dai Paradani per sabotare gli imminenti colloqui di pace; il clone possiede in tutto e per tutto i ricordi del vero Miles, che è prigioniero di alcuni Paradani e viene liberato da Sisko e gli altri. Il finto Miles viene ferito a morte: non sapendo di essere un clone, non comprende cosa gli stia capitando e poco prima di spirare chiede al vero Miles di dire a Keiko che l'ama.
- Guest star: Rosalind Chao (Keiko O'Brein)
- Altri interpreti: Susan Bay (Rollman), Todd Waring (Sottotenente DeCurtis), Philip LeStrange (Coutu), Hana Hatae (Molly O'Brien)

## La comunità di Alixus
- Titolo originale: Paradise
- Diretto da: Corey Allen
- Scritto da: Jim Trombetta e James Crocker (soggetto); Jeff King, Richard Manning e Hans Beimler (sceneggiatura)

### Trama
Durante una missione di routine, Sisko e O'Brien trovano un insediamento umano su un pianeta sperduto, dove incontrano un'efficientissima comunità composta dai superstiti di una nave stellare della Federazione scomparsa nel nulla dieci anni prima. Il capo della comunità, una donna volitiva di nome Alixus, spiega a Sisko e a O'Brien che sul pianeta la tecnologia non può funzionare e che quindi anche loro non potranno più mai più fare ritorno su Deep Space Nine. Mentre Kira e gli altri si accorgono della loro scomparsa, Sisko e O'Brein entrano a far parte della comunità; ben presto si scontrano con Alixus, assolutamente contraria ad assecondare i tentativi dei nuovi arrivati di contattare la Flotta: vuole impedire a loro e anche ai suoi compagni di tornare alla "civiltà tecnologica". Sisko, dai racconti degli altri, scopre che Alixus è sempre stata una sorta di luddista ancor prima di precipitare su quel pianeta, e trova strano che il naufragio sia avvenuto proprio in un luogo dove la tecnologia non funziona. O'Brein, anziché lavorare ai campi, cerca un modo per contattare l'esterno per cercare di salvare una ragazza malata, che poi muore, e viene scoperto: Joseph, uno degli abitanti, prende le sue difese, scatenando l'ira di Alixus che punisce Sisko al posto del capo O'Brein. Kira e Jadzia Dax raggiungono il pianeta, mentre O'Brein scopre che Alixus ha fatto apposta a far credere a tutti che era impossibile ripartire: lei non è altri che il capo invasato di una setta che aveva costretto gli altri a seguire il suo modello malato di vita. Nonostante siano stati traditi da Alixus, gli abitanti decidono di rimanere, anche se ora con la possibilità di contattare l'esterno, mentre Alixus e suo figlio andranno in prigione per i crimini commessi.
- Altri interpreti: Gail Strickland (Alixus), Julia Nickson-Soul (Cassandra), Steve Vinovich (Joseph), Michael Buchman Silver (Vinod), Erick Weiss (Stephen)

## La valle delle illusioni
- Titolo originale: Shadowplay
- Diretto da: Robert Scheerer
- Scritto da: Robert Hewitt Wolfe

### Trama
Odo e Jadzia Dax giungono su un pianeta del Quadrante Gamma creduto disabitato e trovano un insediamento umano. Vengono arrestati da Colyus, il protettore della colonia, con l'accusa di essere responsabili della sparizione di ventidue persone. Dopo avere provato la loro innocenza, Odo e Dax offrono il loro aiuto per fare luce sulle scomparse e Colyus li conduce da Rurigan, un uomo anziano la cui figlia è stata l'ultima persona a sparire. Testimone della scomparsa è la nipotina Taya, una bambina timida che, dopo un'iniziale diffidenza, si confida con Odo. Indagando, gli abitanti scoprono di essere delle proiezioni olografiche; Jadzia si offre di riparare i proiettori per ripristinare la presenza anche delle persone scomparse. Quando spegne tutto, gli abitanti spariscono tranne uno: è il capo del villaggio che, approdato su quel pianeta trent'anni prima, non voleva restare solo. Inizialmente il vecchio non vuole ripristinare il villaggio, ma capisce di essersi affezionato ai personaggi. Chiederà a Jadzia e Odo di far ripartire la simulazione con la richiesta di non rivelare che lui è "vero". Intanto su Deep Space Nine la vita di altri protagonisti va avanti: Jake inizia uno stage con O'Brein perché il padre Benjamin desidera che faccia domanda per entrare nell'Accademia della Flotta, ignorando il fatto che il figlio non ha la stessa ambizione al riguardo. Jake si confida con Miles, che lo incoraggia a seguire le sue aspirazioni e non quelle del padre. Vedek Bareil visita la stazione e ha modo di riallacciare la sua relazione con Kira, ma questa scopre che l'invito del Vedek è opera di Quark, che vuole distrarre Kira per mandare avanti i suoi traffici.
- Altri interpreti: Philip Anglim (Vedek Bareil), Noley Thornton (Taya), Kenneth Mars (Colyus), Kenneth Tobey (Rurigan)

## Il candidato
- Titolo originale: Playing God
- Diretto da: David Livingston
- Scritto da: Jim Trombetta (soggetto), Jim Trombetta e Michael Piller (sceneggiatura)

### Trama
Arjin è un giovane Trill che aspira a diventare ospite di un simbionte e Jadzia Dax ha il delicato compito di valutare l'attitudine del ragazzo a compiere questo difficile passo. Ricordando quanto fu difficile superare le aspettative di Curzon, Jadzia è decisa a dimostrarsi amichevole e ben disposta. Arjin, che si aspettava un giudice inflessibile e severo, non riesce a credere che un Trill già unito al suo simbionte si comporti con tanta leggerezza, giocando d'azzardo con i Ferengi e familiarizzando con un cuoco klingon. La sua arroganza lo porta a offendere Jadzia, accusandola di essere indegna. Un incidente in cui si ritrovano a dover gestire un proto universo che rischia di distruggere l'intero spazio, farà capire al candidato i pregi di Jadzia e comprendere soprattutto i propri difetti da correggere. Intanto O'Brein deve procedere alla disinfestazione della stazione da una specie di ratti alieni che non fa altro che erodere cavi e fili, provocando un guasto dietro l'altro.
- Altri interpreti: Geoffrey Blake (Arjin), Ron Taylor (cuoco Klingon), Richard Poe (Gul Evek), Chris Nelson Norris (Trajok)

## Un vecchio amore
- Titolo originale: Profit and Loss
- Diretto da: Robert Wiemer
- Scritto da: Flip Kobler e Cindy Marcus

### Trama
Tre Cardassiani sfuggiti a un attacco da parte delle autorità del loro pianeta chiedono asilo su Deep Space Nine. Fra queste persone, Quark riconosce Natima, una donna con cui condivise una grande storia d'amore. Il Ferengi tenta ogni strada per riconquistarla, arrivando a prometterle di abbandonare tutto per seguirla, ma lei sembra non volerne più sapere. Senza farsi notare, Garak osserva nell'ombra mentre Natima è seriamente preoccupata per la presenza di un Cardassiano a bordo di Deep Space Nine, visto che lei e i due suoi studenti, in realtà dissidenti, sono perseguitati da Cardassia per le loro idee radicali. Cardassia offre in cambio della loro consegna la liberazione di molti Bajoriani mentre Gul Toran, giunto sulla stazione, offre a Garak la fine dell'esilio in cambio dell'omicidio di Natima e i suoi due compagni. Intanto Quark implora Odo di aiutarlo a far fuggire i tre Cardassiani, e il mutaforma accetta; poco prima di arrivare all'hangar navette, vengono intercettati da Garak prima, e da Gul Toran subito dopo. Quest'ultimo vuole prendersi il merito della cattura lasciando Garak sulla stazione e al suo esilio, ma Garak lo uccide permettendo la fuga dei tre dissidenti. Quark e Natima confessano di amarsi ancora, ma si dicono addio; Garak confida al Ferengi di averlo aiutato perché ha a cuore il futuro di Cardassia, facendo intuire che appoggia le idee di Natima.
- Altri interpreti: Andrew Robinson (Garak), Mary Crosby (Natima), Michael Reilly Burke (Hogue), Heidi Swedberg (Rekelen), Edward Wiley (Gul Toran)

## Patto di sangue
- Titolo originale: Blood Oath
- Diretto da: Winrich Kolbe
- Scritto da: Peter Allan Fields

### Trama
L'arrivo di tre anziani Klingon getta la base nello scompiglio. I guerrieri sono giunti su Deep Space Nine alla ricerca di Dax e con loro grande meraviglia scoprono, al posto di Curzon, la bella e giovane Jadzia. Molti anni prima Curzon strinse un patto di sangue con i tre Klingon: giurò di uccidere l'Albino, responsabile della morte dei loro figli primogeniti, e ora Jadzia vuole tenere fede all'impegno preso dal precedente ospite del suo simbionte. Dopo aver vinto la ritrosia dei tre Klingon, che non la vogliono con loro, e quella di Sisko, che non vuole che Jadzia parta, Dax si reca con i tre compagni sul pianeta dove si trova l'Albino e, dopo una cruenta lotta in cui uno dei Klingon muore, hanno la meglio e arrivano ad avere finalmente la loro vendetta bagnata con il sangue del nemico.
- Altri interpreti: John Colicos (Kor), William Campbell (Koloth), Michael Ansara (Kang), Bill Bolender (l'Albino), Christopher Collins

## La ribellione(prima parte)
- Titolo originale: The Maquis: Part 1
- Diretto da: David Livingston
- Scritto da: Rick Berman, Michael Piller, Jeri Taylor e James Crocker (soggetto); James Crocker (sceneggiatura)

### Trama
Una nave cardassiana in partenza da Deep Space Nine esplode all'improvviso. Esclusa l'ipotesi di un incidente, si affaccia l'eventualità di un attentato e le indagini conducono ad alcuni ribelli che abitano nella zona smilitarizzata. Grazie al trattato di pace, i coloni si sono ritrovati improvvisamente ad abitare un territorio cardassiano e non si sentono più protetti dalla Federazione. Secondo il tenente comandante Cal Hudson, un vecchio amico di Sisko e di Dax, i coloni si stanno organizzando in una formazione armata e clandestina chiamata Maquis, per cacciare i Cardassiani. Sisko parte in incognito con Dukat, che sostiene che il suo governo non stia violando i patti del trattato, e si ritrovano in mezzo a una battaglia tra navi della Federazione e navi cardassiane, ma né la Federazione, né i Cardassiani sono responsabili delle azioni di quegli equipaggi. Tutto sembra condurre ai Maquis che rivendicano il rapimento di Dukat.
- Altri interpreti: Bernie Casey (Cal Hudson), Richard Poe (Gul Evek), Marc Alaimo (Gul Dukat), Tony Plana (Amaros), Bertila Damas (Sakonna), John Schuck (Legato Parn), Natalija Nogulich (Ammiraglio Nechayev), Michael Bell (Xepolita), Michael A. Krawic (William Samuels), Amanda Carlin (Kobb), Michael Rose (Niles)

## La ribellione(seconda parte)
- Titolo originale: The Maquis: Part 2
- Diretto da: Corey Allen
- Scritto da: Rick Berman, Michael Piller, Jeri Taylor e Ira Steven Behr (soggetto); Ira Steven Behr (sceneggiatura)

### Trama
I Maquis si dichiarano estranei all'attentato che ha distrutto l'astronave cardassiana su Deep Space Nine, ma rivendicano il rapimento di Gul Dukat. Hudson si rivela essere a capo dei ribelli e chiede l'appoggio dell'amico Benjamin, convinto che il suo vecchio amico non oserà procedere contro di lui, ma il comandante di Deep Space Nine è assolutamente deciso a far rispettare il trattato fra la Federazione e l'Impero Cardassiano. L'ammiraglio Nechayev è convinta che Sisko possa appianare le divergente con i Maquis e ricondurli alla ragione, non capendo il fatto che quella gente lotta per sopravvivere. Intanto Quark finisce in cella perché Odo scopre che ha venduto di contrabbando ai Xepoliti un sacco di armi, e avvisa Sisko che le venderanno presto ai Cardassiani nella zona smilitarizzata. Il Legato Parn informa Sisko che secondo loro Dukat spalleggiava i ribelli cardassiani e che sarà abbandonato al suo destino in quanto traditore dell'Impero: dato che il Governo Centrale vuole Dukat morto, Sisko fa di tutto per salvarlo. Dukat stringe un patto con Sisko: il Gul fermerà il contrabbando di armi, in cambio Sisko fermerà i Maquis.
- Altri interpreti: Bernie Casey (Cal Hudson), Richard Poe (Gul Evek), Marc Alaimo (Gul Dukat), Tony Plana (Amaros), Bertila Damas (Sakonna), John Schuck (Legato Parn), Natalija Nogulich (Ammiraglio Nechayev), Michael Bell (Xepolita), Michael A. Krawic (William Samuels), Amanda Carlin (Kobb), Michael Rose (Niles)

## Il mistero di Garak
- Titolo originale: The Wire
- Diretto da: Kim Friedman
- Scritto da: Robert Hewitt Wolfe

### Trama
Garak, il sarto cardassiano che vive su Deep Space Nine, viene colpito da violente emicranie. Il Cardassiano è restio a farsi visitare da Bashir; questa reticenza, unita al fatto che il dottore vede Garak concludere una trattativa misteriosa con Quark, non fa che incuriosire Julian. Quando Garak si sente improvvisamente male, Bashir scopre che all'interno del cervello del sarto è stato impiantato un chip capace di scaricare nel suo corpo delle grandi quantità di endorfine. Questo impianto poteva risultare utile in caso di interrogatori, aiutando a sopportare le torture, ma ora si è guastato ed è necessario rimuoverlo al più presto: è il motivo per cui Garak stava contrattando con Quark, che contatta un Cardassiano che gli rivela che quel chip è di proprietà dell'Ordine Ossidiano, il servizio segreto cardassiano. Il guasto del chip è dovuto all'uso eccessivo che ne ha fatto Garak per cercare di sopportare il dolore di vivere in esilio; si scoprirà anche il motivo di tale esilio: Garak aveva fatto scappare dei bambini bajoriani, che lui aveva il compito di interrogare. Racconta anche che lui e il suo amico di infanzia Elim erano entrambi membri importantissimi dell'Ordine Ossidiano, fino a quando Elim cercò di incastrare Garak per la faccenda dei bambini di Bajor. Bashir, per cercare di salvare l'amico, va a trovare Enabran Tain, il mentore di Garak ed Elim, per farsi dare informazioni sul funzionamento del chip, e scopre che Elim è il nome di battesimo del sarto, quindi sono la stessa persona. Tain collabora subito con Julian, dicendogli che Garak merita di essere salvato affinché viva una lunga vita di sofferenza per ciò che ha fatto contro Cardassia.
- Altri interpreti: Andrew Robinson (Garak), Paul Dooley (Enabran Tain), Jimmie F. Skaggs (Glinn Boheeka), Ann Gillespie (Jabara)

## Attraverso lo specchio
- Titolo originale: Crossover
- Diretto da: David Livingston
- Scritto da: Peter Allan Fields (soggetto); Peter Allan Fields e Michael Piller (sceneggiatura)

### Trama
Kira e Bashir stanno tornando da una missione, ma quando arrivano all'uscita del tunnel spaziale scoprono di trovarsi in un universo parallelo, dove il pianeta Bajor è alleato con i Cardassiani e con l'Impero Klingon. Gli Umani del disciolto Impero Terrestre sono costretti a lavorare come schiavi e una Kira Nerys ambiziosa e crudele comanda la base spaziale. Sembra che tutto questo sia dovuto all'interferenza avvenuta anni prima da parte di un certo capitano Kirk. La Kira dello specchio, che tutti chiamano l'Intendente, sa chi sono l'altra Kira e Bashir e dovrebbe onorare gli accordi uccidendo chiunque provenga "dall'altra" parte, ma è affascinata dalla sua alter ego e la lascia in vita e libera di girare sulla stazione. La "vera" Kira avvicina Quark per trovare un teletrasporto, poiché fu così che Kirk attraversò lo specchio, ma il barman viene arrestato dalle autorità per un vecchio crimine. Successivamente, Garak dice a Kira che intende uccidere l'Intendente, e che lascerà scappare Kira e Bashir se lei avesse impersonato l'Intendente e ceduto il potere a Garak; Bashir sarà ucciso se non lei non accetterà. Kira cerca di reclutare l'aiuto di Sisko, ma lui è un uomo molto diverso e crudele. Quella notte, Garak si prepara a mettere in atto il suo piano in una sontuosa festa organizzata dall'Intendente. Nel frattempo, un incidente all'impianto di lavorazione del minerale dà a Bashir l'opportunità di fuggire, uccidendo Odo. Bashir convince O'Brien ad aiutarlo, ma i due vengono catturati e portati ad affrontare l'Intendente, che li condanna a morte. O'Brien fa un discorso appassionato, raccontando alla folla riunita ciò che Bashir ha rivelato su un universo in cui i Terrestri hanno rispetto e dignità. Le sue parole commuovono Sisko, che si rivolta contro l'Intendente e aiuta Kira e Bashir a fuggire. I due ritornano nel loro universo, lasciando le controparti di Sisko e O'Brien a combattere per i diritti dei Terrestri nel loro mondo. 
- Altri interpreti: Andrew J. Robinson (Garak), John Cothran Jr. (Telok)

## Il collaborazionista
- Titolo originale: The Collaborator
- Diretto da: Cliff Bole
- Scritto da: Gary Holland (soggetto); Gary Holland, Ira Steven Behr e Robert Hewitt Wolfe (sceneggiatura)

### Trama
Su Bajor è il momento di eleggere il successore della compianta Kai Opaka. Il favorito è Vedek Bareil, che era stato prescelto personalmente dalla vecchia Kai, ma l'ambiziosa Vedek Winn sostiene che Bareil nasconda un grave atto criminoso, commesso durante l'occupazione cardassiana. Kira, che è sicura dell'innocenza del suo amante, indaga per scagionarlo e scopre che la chiave di tutto è un atroce massacro in cui persero la vita 43 Bajoriani della Resistenza, compreso il figlio di Kai Opaka. Qualcuno aveva informato i Cardassiani del nascondiglio dei combattenti e Winn è convinta che sia stato Bareil. Indagando si scopre che il "traditore" era proprio Bareil. Incredula, Kira lo affronta; egli ammette di aver fornito ai Cardassiani la posizione dei ribelli e spiega che se non lo avesse fatto, i Cardassiani avrebbero distrutto un villaggio dopo l'altro fino a quando non fossero stati certi di aver spazzato via i ribelli. Bareil diede loro le informazioni per salvare un migliaio di abitanti del villaggio, al costo dei 43. Si viene a sapere che Bareil ha ritirato la sua candidatura a Kai, aprendo la strada a Winn per prendere il posto. Con ulteriori indagini, Kira fa un'altra scoperta sconcertante: la prova che Bareil non era il traditore perché stava coprendo qualcun altro. Quando lei glielo chiede, lui le ammette che era stata la venerata Kai Opaka a fare la spia: aveva sacrificato i ribelli, incluso suo figlio, per salvare gli abitanti del villaggio. Bareil ha coperto per lei perché i Bajorani hanno bisogno di credere in lei durante questo periodo doloroso della loro storia. Mentre Kira è a malapena convinta che quei sentimenti valgano il prezzo di permettere a Winn di diventare Kai, Bareil dice che spetterà a loro influenzarla verso qualcosa di positivo.
- Guest star: Louise Fletcher (Vedek Winn)
- Altri interpreti: Philip Anglim (Vedek Bareil), Camille Saviola (Kai Opaka), Bert Remsen (Kubus), Tom Villard (Prylar Bek)

## Il processo
- Titolo originale: Tribunal
- Diretto da: Avery Brooks
- Scritto da: Bill Dial

### Trama
Il Capo O'Brien ottiene una licenza ed è deciso a trascorrere una vacanza di tutto riposo con Keiko. Poco dopo la loro partenza da Deep Space Nine, la navetta viene fermata da una nave cardassiana e O'Brien viene arrestato e condotto a forza su Cardassia senza sapere di quali crimini sia accusato. Incontra il suo avvocato, Kovat, che ha il compito di assicurare la collaborazione di O'Brien nella confessione: infatti su Cardassia il processo viene fatto dopo aver emesso la sentenza. Keiko torna su Deep Space Nine e informa Sisko, che si attiva per capire come trarre Miles fuori dai guai. Per fortuna Odo, che servì sotto i Cardassiani durante l'occupazione, è qualificato come Nestore, una specie di consigliere, e in questa veste è autorizzato a fare visita a O'Brien e ad assistere il suo difensore durante il processo. O'Brein è accusato di aver contrabbandato delle armi contro Cardassia per conto dei Maquis: il problema è che ci sono le prove su Deep Space Nine a sfavore del capo. Sulla stazione, Sisko e Kira scoprono che Boone, un vecchio amico di O'Brein, l'aveva incontrato poco prima che partisse e ne aveva registrato la voce per rubare le testate fotoniche; pensano che sia un Maquis, ma uno dei loro esponenti fa sapere a Bashir che Boone non c'entra niente col loro movimento. Bashir scopre che Boone in realtà è un Cardassiano modificato nell'aspetto con il compito di far incriminare O'Brein e screditare la politica della Federazione utilizzando la scusa dei Maquis.
- Altri interpreti: Richard Poe (Gul Evek), Caroline Lagerfelt (Makbar), John Beck (Boone), Julian Christopher (Cardassian Voice), Fritz Weaver (Kovat)
- Guest star: Rosalind Chao (Keiko O'Brien)

## I Jem'Hadar
- Titolo originale: The Jem'Hadar
- Diretto da: Kim Friedman
- Scritto da: Ira Steven Behr

### Trama
Sisko sperava di effettuare una bella gita con suo figlio nel Quadrante Gamma, ma Jake invita il suo amico Nog. Lo zio Quark vuole assolutamente seguire il nipote e così questo male assortito quartetto si accampa su un pianeta deserto dall'altra parte del tunnel spaziale. I ragazzi si allontanano nei boschi e Sisko e Quark vengono catturati da esseri che dichiarano di essere dei Jem'Hadar. Prigioniera con loro, c'è una donna di nome Eris, una Kurilliana, che spiega che gli spietati Jem'Hadar sono incaricati dal Dominio di fare rispettare la legge nel Quadrante Gamma. Un Jem'Hadar si presenta su Deep Space Nine, intimando a tutti di non esplorare più il quadrante Gamma, e subito si capisce la superiorità tecnologica di quella specie; inoltre il Jem'Hadar informa che Sisko è in loro custodia e che sarà tenuto prigioniero per un tempo indeterminato. Subito parte una missione di salvataggio con alla testa la nave di classe Galaxy USS Odyssey, comandata dal capitano Keogh, che verrà distrutta nella missione di salvataggio, riuscita, di Sisko e Quark. Una volta arrivati su Deep Space Nine, si scopre che Eris in realtà non è nemica del Dominio, ma una loro alleata. In qualche modo che O'Brien e gli altri non capiscono, riesce a teletrasportarsi via dalla stazione annunciando che la Federazione non sa che cosa hanno iniziato.
- Altri interpreti: Aron Eisenberg (Nog), Alan Oppenheimer (Keogh), Molly Hagan (Eris), Cress Williams (Talak'talan)